# Jan Adamek
Jan Adamek (ur. grudzień 1902 w Grudzicach, zm. 1973 w Grudzicach) – powstaniec śląski i opolski bibliotekarz.

## Życiorys
Pochodził z ubogiej, chłopsko-robotniczej rodziny. Dokształcał się na różnych kursach oświatowych w Rawiczu i Krakowie.
Od 1926 roku prowadził w Opolu "Bibliotekę Polską" pod patronatem Związku Polaków w Niemczech.
W czasie II wojny światowej w 1939 został aresztowany i więziony w niemieckim obozie koncentracyjnym w Buchenwaldzie. Po zakończeniu wojny pracował w Spółdzielni Samopomoc Chłopska "Rolnik", następnie pełnił w Gminnej Radzie Narodowej funkcję sekretarza, później przewodniczył Gminnej Radzie Narodowej w Grudzicach.
Po 1945 pełnił funkcję kierownika Biblioteki Gromadzkiej w rodzinnych Grudzicach. Współtworzył Towarzystwo Śpiewawcze "Jutrzenka" oraz Klub Sportowy "Bolko".
Zginął w wypadku samochodowym.